# Sihyaj Chan K’awiil I
Sihyaj Chan K’awiil I – władca Tikál. Panował około 307 roku.